# Kontrafék

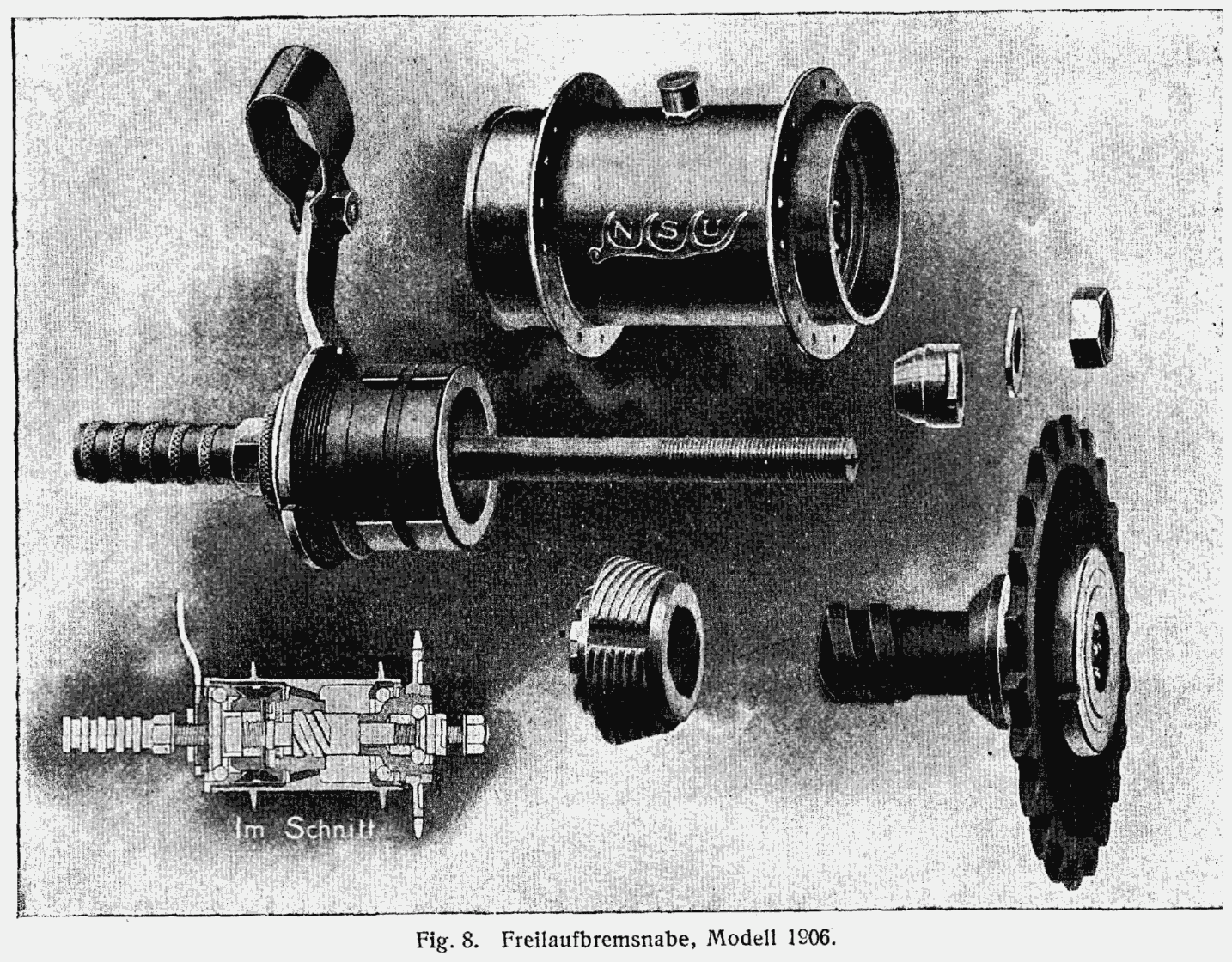
A kontrafék felépítése

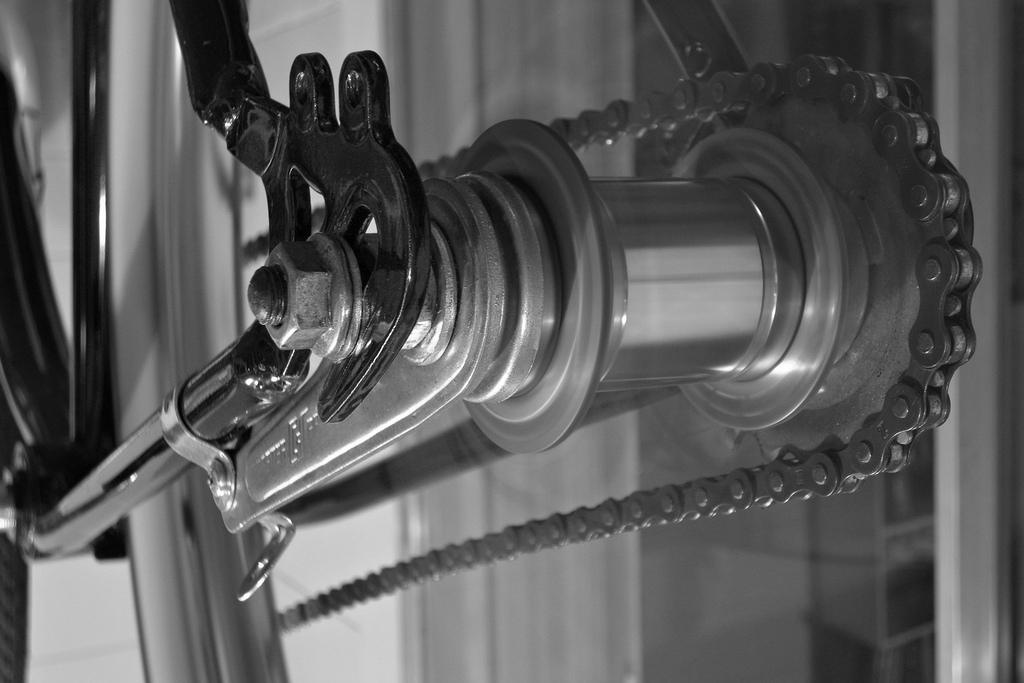
Kontrafékes kerékagy

A kontrafék egy speciális kerékpár hátsóagy-típus, mely három funkció ellátására képes: elsősorban a kerékpár hajtását szolgálja, lehetővé teszi számára a gurulást a pedálok tekerése nélkül (e tekintetben hasonlít az ún. szabadonfutó agyhoz, de más jellegű a mechanikája), valamint a pedálokat hátrafelé tekerve fékként működik.
Az első kontrafékes hátsó agyat 1903-ban hozta forgalomba feltalálója, Ernst Sachs, a későbbi Fichtel & Sachs alapítója, „Torpedo” néven (emiatt nevezi a népnyelv a kontrafékes hátsó agyat gyakran „torpedóagynak”). Pár évvel később a szerkezetet különböző agyváltókkal kombinálva is elkezdték gyártani.
A „kontrás agy” mind a mai napig nagy népszerűségnek örvend, a gyártók főleg a hagyományos túra- és városi bicikliket szerelik a könnyebb kezelhetőség érdekében ilyen alkatrésszel.

## A kontrafék előnyei és hátrányai

### Előnyök
- A kontrafék teljesen független az időjárástól, esőben ugyanúgy használható, mint száraz időben.
- A kontrafék többnyire kevésbé karbantartás-igényes, mint a többi fék.
- Nincs szükség a kormányon lévő kezelőszervektől futó bowdenhuzalokra, ami egyszerű, rendezett megjelenést biztosít a kerékpár számára.
- A kontrafék ideális lehet fogyatékosok számára is, akik nem rendelkeznek a kellő erővel a fékkarok mozgatására, vagy akár kézamputáción átesetteknek is segítséget jelenthet.
- A kontrafékes hátsó agyak rendszerint igen keskenyek, elsősorban a 110 és 114 mm közti villanyílású vázakba szerelhetőek, de ennél nagyobb helyre is könnyedén beilleszthetőek a tengelyre helyezett alátétkarikák segítségével.

### Hátrányok
- A kontrafék nehézkessé teszi a kerékpárral való megindulást, mivel a pedálokat csak a kerékpár hátulját megemelve lehet a megfelelő pozícióba állítani.
- A vészfékezés reakcióideje hajtás közben megnőhet, mivel kontrázni csak a pedál bizonyos állásaiban lehetséges.
- Erőteljesebb fékezés esetén fokozottan fennáll a farolás veszélye, ami a köpeny idő előtti elhasználódásához vezet.
- Amennyiben a kontrafék használhatatlanná válik (például a lánc törése, vagy leugrása miatt), az hirtelen és teljesen megtörténik.
- A kontrafékkel szerelt hátsó agynál dombos, lejtőkkel tűzdelt terepen számolni kell a túlmelegedés veszélyével.
- Súlya a szabadonfutó agyhoz képest nagyobb.
- Vannak kerékpárok, melyek csak kontrafékkel vannak ellátva, itt a másodlagos fék hiánya veszélyforrás lehet a kontrafék meghibásodása esetén.

A biztonság érdekében minden kerékpárra kötelező első- és másodlagos féket szerelni!

## A kontrafék működése
Bár a más-más gyártótól származó agyak kivitelükben eltérhetnek egymástól, működésük ugyanarra az alapra épül.
- A hajtott lánckerék a fejrészre van erősítve, többnyire egy rugóval, régebben ellenanyával.
- A fejrész egy edzett acéldarab, melynek öt, különlegesen kiképzett nyelve a bele illeszkedő öt meghajtógörgőt előrefelé tekerés esetén nekinyomja az agy belső falának, hajtás nélkül, valamint hátrafelé pedálozáskor pedig visszahúzza azokat, ezzel téve szabadonfutóvá a kontrafékes agyat.
- A fékkónusz a tengelyen szabadon mozog hosszirányban. A fejrészre illeszkedő görgővezető kosár irányítja, mely előre pedálozás, valamint gurulás közben jobbra húzza, „kontrázáskor” viszont balra tolja, ezzel belenyomja a fékbetétbe.
- A fékbetét a belőle kinyúló körmökkel rögzítve van a nagykónusz megfelelő hornyaiba (a nagykónuszt a kontrakar tartja mozdulatlanul, melyet később tárgyalunk). A fékkónusz és a nagykónusz egymáshoz közelítésekor az e célból kiképzett felületek szétfeszítik a rugólemez által összefogott két félhengerből álló betétet, mely ezáltal az agy belső felületének szorul, így lefékezve azt.

### A kontrakar
Egy kerék mozgó (például felni, küllők, csapágyak) és álló (például tengely, kónuszok) alkatrészekből épül fel. A kontrafék fékező hatása alapvetően a mozgó és álló részegységek közti súrlódásból jön létre.
Amint a fék üzembe lép, a súrlódás hatására egy csavaró erő lép fel a tengelyre szerelt alkatrészekkel szemben. Az egyszerű tengelycsavarok önmagukban nem tudnak ellenállni ennek az erőnek, ezért van szükség az ún. kontrakarra, mely a bal alsó villa alatt található. Emellett többnyire a kontrakaron van feltüntetve a gyártó neve és esetleg az agy típusa.
A kontrakar hátsó vége a nagykónuszhoz van rögzítve, mely a fékpofákkal is érintkezik. A másik vége elmozdulás ellen egy bilinccsel, vagy a karon található körmökkel az alsó villacsőhöz van erősítve.
A kontrakar körültekintő rögzítése létfontosságú a kerékpár üzembiztossága szempontjából. A kontrafékes hátsó agy legtöbb meghibásodása ennek az elmulasztásából adódik. Amennyiben így használjuk a kerékpárt, előbb-utóbb a nagykónusz lehajtódik, ami a kerék „lötyögéséhez”, valamint a fékezéskor jelentősen nagyobb pedálúthoz vezet.

## Kenés
A kontrafékes agyakhoz a XX. század első felében kizárólag tiszta, híg csont-, vagy vazelinolajat ajánlottak. Akkoriban még nem álltak rendelkezésre megfelelő minőségű, savmentes zsírok, ezek elérhető áron csak a második világháború után jelentek meg. Eddigre az összes gyártó áttért a korábban széleskörűen alkalmazott sisakos olajozók helyett az ún. Tècalemit-rendszerű, nagynyomású zsírzógombák használatára.
A kontrafékes agy tipikusan olyan alkatrésze a kerékpárnak, melyben a túlzásba vitt zsírozás semmilyen kárt nem tehet. Érdemes víz- és hőálló zsírt használni, mivel az előbbi a rozsdásodástól, utóbbi az alkatrészek „besülésétől” véd, mely hegyes terepen közönséges zsírral könnyedén megeshet.

## Az agy beállítása
Az agy beállítása voltaképpen egyetlen műveletből, a csapágyak kónuszának behangolásából áll. Ezt a műveletet rendszerint a kerék kivétele nélkül is el lehet végezni. A kontrakart rögzítő csavaranya, majd a nagykónusz meglazításával az egész tengely elcsavarhatóvá válik, ezzel el is lehet végezni a szükséges beállítást.
- Amennyiben túlzottan meghúzzuk, a csapágyak, és ezáltal a kerék is megszorul;
- Amennyiben a kelleténél jobban kilazítjuk, a kerék lötyögőssé válik és nagy pedálút szükséges a megfelelő fékhatás elérése érdekében.

Megfelelően beállított agy esetén a hátsó kerék oldalirányú elmozdulás nélkül ül a helyén, de olyan szabadon mozog, hogy a fejrészt, ezáltal a lánckerekeket, valamint a pedálokat nem viszi magával és akár a szelep súlya képes kimozdítani.